# E-fuel
e-fuel（イーフューエル、英語: Electrofuels）は、電気エネルギーを用いて作られた合成燃料（炭水化物）を指す。化学結合・化学エネルギーの形で合成した燃料物質にエネルギーを蓄える。
特に再生可能資源由来の電気エネルギーを用いるものを指す。また合成に必要な炭素原子を空気中の二酸化炭素（もしくは植物由来）から得る製法を用いれば、カーボンニュートラルの代替燃料と見なされる。
気体燃料では、水素、メタン、ブタン、ジメチルエーテルなど、液体燃料では、ブタノール、その他のアルコール、軽質油などがある。自動車燃料や航空燃料として使うことができる。

## 研究
輸送可能な液体電気燃料の研究の主な資金源となったのは、エリック・トゥーンが代表を務めるエネルギー高等研究計画局（ARPA-E）のElectrofuels Programだった。ARPA-Eは、2009年にオバマ大統領のスティーブン・チューエネルギー長官の下で設立され、国防総省の先端研究計画機関であるDARPAの効果をコピーしようとするエネルギー省（DOE）の試みだった。このプログラムの下で資金提供されたプロジェクトの例としては、マイケル・リンチが率いるOPX Biotechnologiesのバイオディーゼルの取り組みや 、デレク・ロブリーがマサチューセッツ大学アマースト校で行った微生物による電気分解の研究などがあり、二酸化炭素を原料とした初の液体電気燃料を生産したことが報告されている。
2011年11月には、米国化学工学会が主催する第1回電気燃料会議がプロビデンスで開催され、この会議で、エリック・トゥーンは、「プログラム開始から18カ月が経過し、効果があることがわかった。我々は、それを問題にできるかどうかを知る必要がある」と述べた。いくつかのグループは原理証明を終え、その後よりコスト効率が高くなるようスケールアップに取り組んでいる。
カーボンニュートラルな電気燃料が石油燃料よりも安くなり、電気分解によって製造される化学原料が原油から精製されるものよりも安くなれば、電気燃料は破壊的なものになる可能性があり、あらゆる資源から得られる再生可能エネルギーを液体燃料として貯蔵することができるため、再生可能エネルギーのあり方を変える大きな可能性を秘めている。
2014年現在、フラッキングの流行に促され、ARPA-Eの焦点は電気原料から天然ガスベースの原料へと移り、電気燃料からは遠ざかっている。
サウジアラビアの国営石油企業アラムコなどの協力を得て、合成燃料の e-fuel をF1に導入する計画が進んでいる。

## ポルシェと「Haru Oni」プロジェクト
2020年後半、ポルシェは電気を含む既存のものに代わるカーボンニュートラルな燃料を検討していることを発表した。ポルシェは当時、よりクリーンな自動車の実現に向けて「電気だけでは十分に進むことができない」と考え、e-fuelがその解決策になるのではないかと推察していた。
ポルシェは、代替燃料により投資することを約束し、シーメンス・エナジー社、AME社、ENAP社、ENEL社と共同でチリで実施している「Haru Oni」というプロジェクトを開始した。
合成燃料とは、石炭や天然ガス、バイオマスなどを原料とする液体燃料のことで、さまざまな方法で製造することができる。Haru Oniでは、e-Diesel（ディーゼル）、e-Gasoline（ガソリン）、e-Kerosene（灯油）の基礎となる合成メタノールの製造を目指している。風力発電を利用することで、空気中のCO2を取り出し、それを水素と結合させることで、合成メタノールを製造する。
ポルシェによれば、これは「世界初の統合された商業的、工業的規模のクライメイト・ニュートラルな合成燃料製造プラント」を実現するための最初のプロジェクトであるという。
2022年には13万リットルのe-Fuelが生産され、2026年には5億5,000万リットルにまで増加する予定で、その一部は、ポルシェに供給され、ポルシェ・モータースポーツで開発された車やポルシェ・エクスペリエンスセンターで使用され、最終的には市販車にも使用される予定である。

## 例
- アウディがe-Dieselやe-Gasolineなどに取り組んでいる。[12]